# Camponotus baronii
Camponotus baronii är en myrart som beskrevs av Alayo och Zayas Montero 1977. Camponotus baronii ingår i släktet hästmyror, och familjen myror. Inga underarter finns listade.